# آسامی جو
آسامی جو (انگلیسی: Asami Jō؛ زاده ۱۵ سپتامبر ۱۹۷۵) یک بازیگر پورنوگرافی اهل ژاپن است.